# Erosão costeira

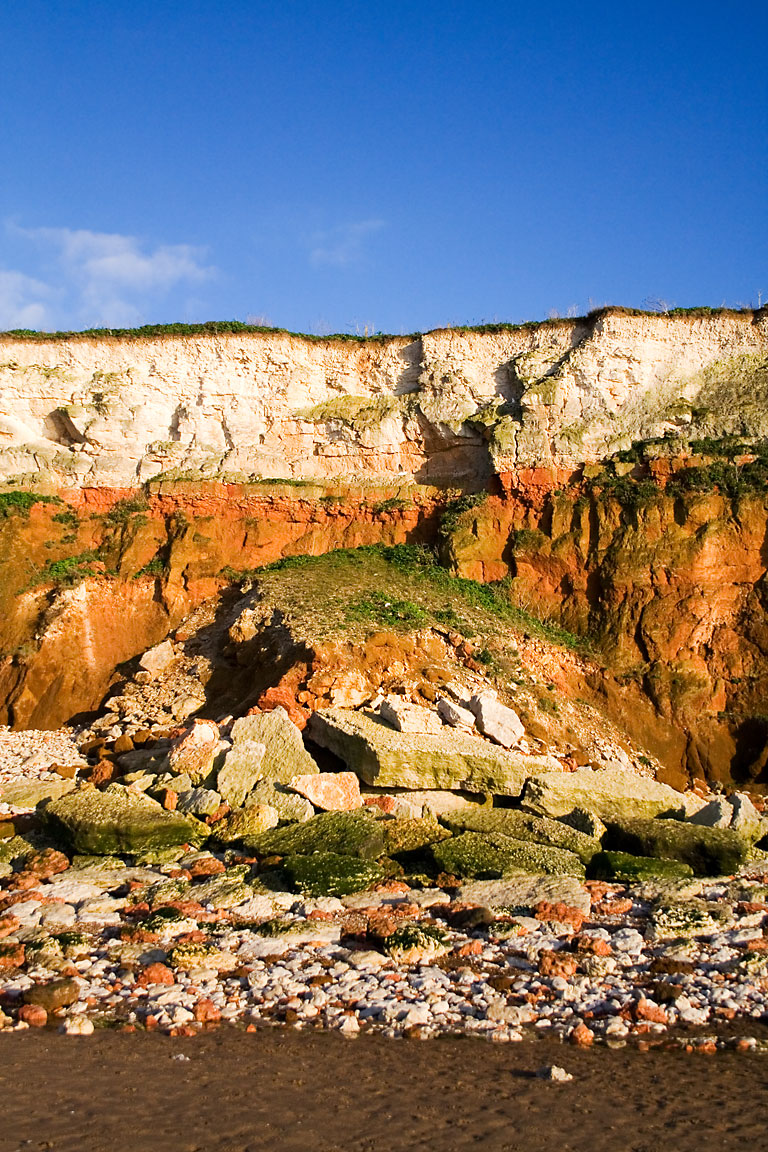
Alguns segmentos da linha costeira Inglesa estão sujeitos a um nível de erosão elevado, como é visível neste desabamento de uma falésia em Norfolk.

Erosão costeira é um processo que ocorre ao longo da linha de costa, atingindo promontórios,  costões rochosos, falésias e praias (erosão praial). Resumidamente, é a erosão provocada pela ação das águas do mar, que atuam sobre os materiais do litoral (linha de costa) modificando-os através da sua ação química e da sua ação mecânica.
A erosão costeira é um processo natural decorrente de um balanço sedimentar negativo. Entretanto, quando esta se torna severa e perdura por longo período ao longo de toda a praia ou trechos dela, ameaçando áreas de interesse socioeconômico e ecológico, deve receber atenção de cientistas e autoridades, pois o processo de erosão passa a configurar uma área de perigo e/ou risco.
Podem ser consideradas áreas com problemas de erosão aquelas que apresentam, pelo menos, uma das seguintes características: altas taxas de erosão ou erosão significativa recente; taxas de erosão baixa ou moderada, em praias com estreita faixa de areia e localizadas em áreas altamente urbanizadas; e praias reconstruídas artificialmente e que seguem um cronograma de manutenção. Poder-se-ia serem incluídas também as praias que já possuem obras de proteção ou contenção de erosões.

## Consequências do processo de erosão costeira
A erosão costeira pode trazer diversas consequências, dentre elas, a redução na largura da faixa de areia (praia), perda e desequilíbrio de habitats naturais, aumento na frequência de inundações decorrentes das ressacas, aumento da intrusão salina no aquífero costeiro, destruição de estruturas construídas pelo homem e perda do valor paisagístico, consequentemente, do potencial turístico de uma região.
Geralmente, estas consequências são percebidas como problema quando as mesmas ameaçam atividades humanas de forma que chegam a causar prejuízos econômicos. Todavia, mesmo quando a erosão ocorre em locais não habitados pelo homem, deve ser motivo de preocupação, pois terrenos estão sendo perdidos, podendo causar o colapso de ecossistemas costeiros de extrema importância, tais como: dunas, manguezais e vegetação de restinga.

## Erosão costeira no mundo
Aproximadamente 20% da rede de costas de todo planeta são formadas por praias arenosas. Destas, 70% encontram-se em predominante processo de erosão, 20% em processo de progradação (engordamento) e os 10% restantes estão em equilíbrio relativo. As razões para tal predominância, erosão/retrogradação, na linha de costa do mundo podem ser agrupadas em causas naturais e causas antrópicas. Entretanto, a maioria dos autores acredita que a principal causa está relacionada à elevação do nível do mar durante o último século.
No Brasil, embora a erosão costeira venha se tornando um risco crescente e chamado muito a atenção a partir da década de 1970, investigações mais detalhadas sobre suas causa são relativamente recentes e ganharam impulso na década de 1990. Grande parte dos trabalhos apresenta algumas evidências (indicadores), que atestam o estado de erosão e relacionam fenômenos à causas, naturais e/ou antrópicas.
Em termos gerais, sem depender da escala temporal e espacial, a erosão costeira é, essencialmente, consequência da elevação do nível do mar e/ou balanço sedimentar negativo do sistema praial. No entanto, as causas e agentes que provocam esses fenômenos são diversas e, também, os efeitos deles decorrentes. Nesse sentido, os fatores antrópicos e naturais interagem entre si a todo tempo, no condicionamento da erosão costeira, sendo difícil identificar quais são aqueles mais ativos, ou mesmo individualizar cada um deles.

### Erosão costeira entre o litoral do Rio de Janeiro e Cabo Frio
A ocupação da orla, não apenas nesse trecho, vem se fazendo em diferentes graus de intensidade, em geral sem obedecer a uma distância segura em relação à praia. Isso tem provocado perda de bens materiais durante tempestades extremas, um risco que aumenta potencialmente em vista das mudança climáticas previstas. A ampla exposição desse litoral às ondas de tempestade do quadrante sul associadas à penetração de frentes frias, torna o mesmo espacialmente vulnerável à ocorrência de eventos extremos.
Eventos de grande intensidade, com ondas altas, em períodos curtos, ventos fortes e maré de sizígia, são responsáveis, muitas vezes, por alagar o reverso da praia, atingir construções, gerando prejuízos materiais, e por causar recuo da escarpa da pós-praia.  Tais recuos, juntamente com os danos materiais envolvidos, geram interpretações divergentes sobre se esses sinais são responsáveis por representar um processo de recuo da linha de costa ou apenas uma resposta dinâmica da praia às condições climáticas.
Uma pesquisa realizada por Dieter Muehe (2011), em parte da orla do Rio de Janeiro, chegou a conclusão de que os processos ocorridos na orla costeira, são resultados de eventos extremos e não efeito de uma retrogradação contínua da linha de costa por aumento do nível do mar, como ocorre em boa parte do planeta. Esta conclusão não elimina o risco às construções que se localizam muito próximas às praias.

## Métodos de estudos sobre erosão costeira
Os estudos acerca do tema podem ser realizados por meio de métodos diretos ou indiretos, para o estabelecimento de indícios de erosão costeira que ocorrem em prazos de curto e/ou longo períodos. O método direto, que é o mais utilizado no Brasil, é o clássico monitoramento das praias através do levantamento de perfis topográficos, que inclui a caracterização morfológica da praia, análises sedimentológicas e a integração com dados meteorológicos e oceanográficos. É feita a análise comparativa das variações da linha de costa e do volume de sedimentos entre os perfis, e são efetuados s cálculos das perdas, dos ganhos e do balanço sedimentar em cada perfil praial no período de estudo. O método indireto é mais utilizado para a caracterização de eventos de erosão costeira de longo período, levando em conta o cálculo de taxas de retrogradação da linha de costa (m/ano), estimativa de taxas de retrogradação da linha de costa (m/ano), monitoramento da posição da linha de costa e identificação de indicadores de erosão costeira.
Processos costeiros

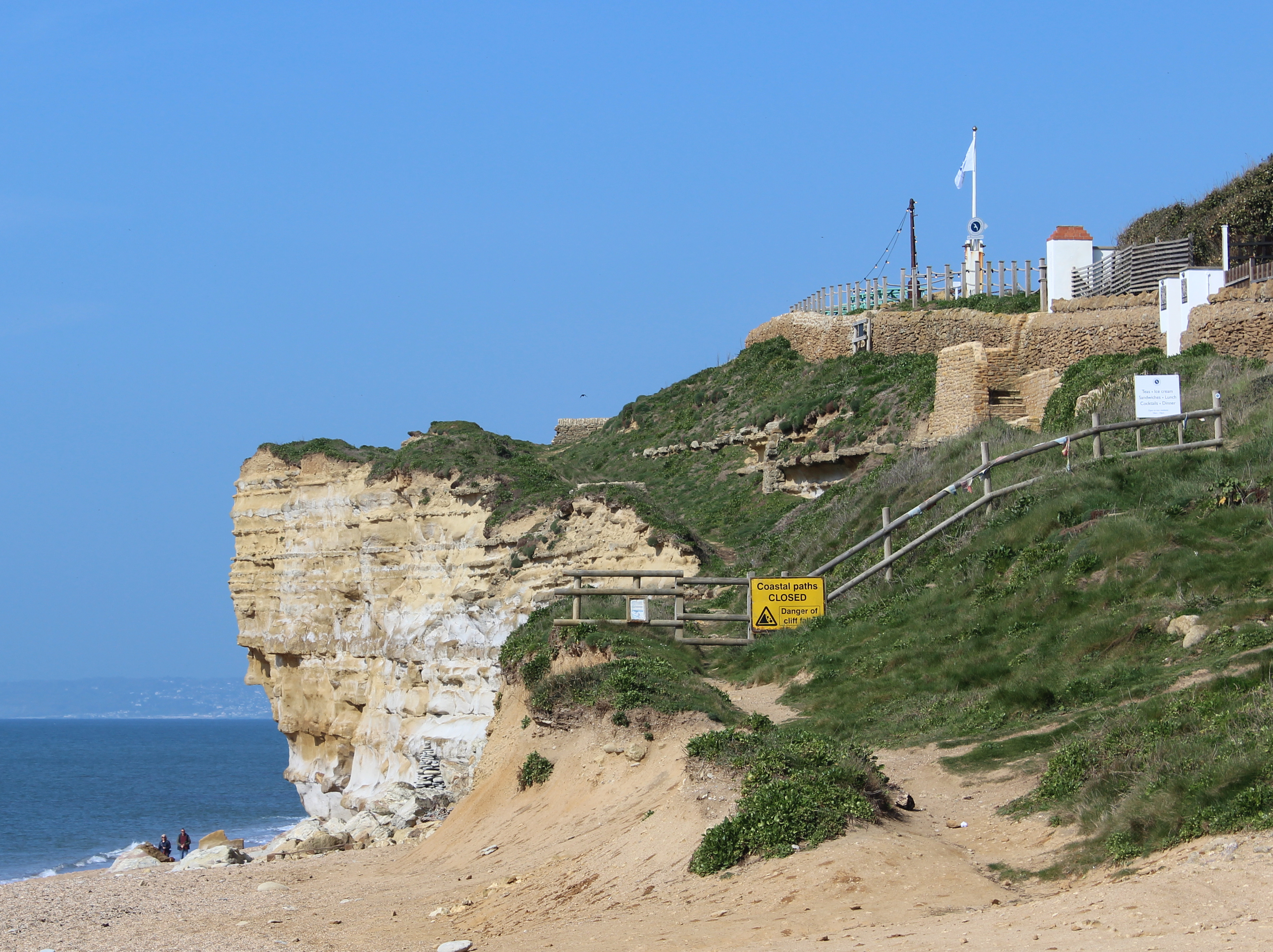
Erosão de East Cliff, West Bay - parte da costa jurássica da Inglaterra. Observe que o caminho costeiro foi desviado para evitar terreno perigoso.

Os processos sedimentares (erosão e deposição) que ocorrem em uma praia, responsáveis por modificar a linha de costa, são fatores oceanográficos/hidrológicos, antrópicos, meteorológicos/climáticos e geológicos.
O aspecto da linha de costa é variável de acordo com a natureza dos materiais que a constituem. De um modo em geral podemos detectar dois tipos de costa:
- a costa de arriba - de natureza alta e escarpada
- a costa de praia - baixa e arenosa.

A água do mar reage quimicamente com alguns materiais rochosos desgastando-os. A ação mecânica das águas faz-se sentir quando o mar atinge a costa rochosa/escarpada em dimensões variáveis originando fraturas nas rochas do litoral (solapamento de base).
A ação que o mar exerce sobre os continentes faz-se sentir aos seguintes níveis: desgaste, transporte e deposição. A ação de desgaste está condicionada pelos seguintes fatores:
- reações químicas entre a água e os materiais;
- ação mecânica da água;
- natureza das rochas - dureza, constituição química e coesão.

O desgaste origina materiais soltos, de dimensões muito variáveis que as correntes marítimas transportam, por vezes, a grandes distâncias. Quando a velocidade e força das correntes diminuem os materiais transportados são depositados.
A ação de transporte está condicionada de acordo com as dinâmicas das ondas (altura, frequencia, período, direção), com as marés e com a direção e força dos ventos.
E a ação de deposição  sofre influiências da existência, ou não, de barreiras, bem como a força das ações de transporte.

## Métodos de proteção e contenção da erosão costeira e recuperação de praias
A tendência de aumento das áreas em risco de erosão costeira, decorrente principalmente da ocupação desordenda da zona costeira, faz com que as comunidades tenham que se preocupar cada vez mais com o gerenciamento do problema do sistema praial. Três principais tipos de ações podem ser adotadas, segundo Souza et al. (2005): a) abandonar a área ameaçada, b) restringir a ocupação das áreas de risco ou, c) implementar medidas de proteção costeira.
Os métodos de proteção costeira agem de forma a mitigar temporariamente as consequências da erosão. Já que não eliminam as causas do processo em si, necessitam de manutenção periódica para que preservem sua função e aceleram os processos erosivos em áreas adjacentes a elas.
Os efeitos prejudiciais que as estruturas rígidas (gabiões, anteparos, muros, espigões e quebra-mares) tem sobre as praias são, principalmente, a redução na largura da faixa emersa, obstrução do acesso ao mar e impacto visual negativo. A reconstrução de praias e dunas consiste em adicionar areias de granulometria semelhante à da praia original, em geral (por dragagem e aterro), para compensar o volume e área perdidos por erosão. Este método, desde que aplicado corretamente, não afeta o efeito paisagístico da praia, mantendo as funções recreativas e turísticas com o aumento na largura da faixa de areia e não provoca erosão nas praias adjacentes. É o único método que fornece areia a um sistema em défict sedimentar, enquanto que os outros redistribuem a areia já disponível, transferindo a erosão para praias adjacentes.
No Brasil, a preocupação em proteger a costa é considerada relativamente recente. Historicamente, quando as propriedades estão ameaçadas pela erosão, os próprios moradores encontram formas que conter o processo, utilizando blocos de pedras ou sacos de areia, na tentativa de proteger as estruturas em risco. Com o agravamento da situação, são construídas estruturas mais robustas, como gabiões, anteparos de pedra, muros de concreto e espigões, cujas obras são, geralmente, precedidas de de estudos prévios sobre a dinâmica costeira, mas nem sempre seguem projetos de engenharia adequados ou recebem manutenção periódica. Outro problema frequente é a tomada de decisões por proprietários, isoladamente, que gera uma "segmentação" da linha de costa e faz com que as obras de um agravem a erosão nas propriedades vizinhas. Todo esse processo pode ser responsável por desencadear um círculo vicioso de construção e reconstrução de estruturas, que so tornam cada vez maiores, mais impactantes e mais numerosas.
O método de reconstrução praial tem sido utilizado com sucesso em algumas praias brasileiras como, por exemplo, Copacabana (Rio de Janeiro), Camburi (Espírito Santo) e Piçarras, Alegre e Gravatá (Santa Catarina). A complexidade de utilização deste método se dá na dificuldade encontrada para obter areias com mesmos aspectos (físicos e químicos) das praias que necessitam receber o aporte de sedimentos para serem reconstruídas, a fim de não causar impactos visuais/paisagísticos ou das dinâmicas da praia em si.

## Considerações finais
Os processos de erosão costeira estão sendo intensificados em todo mundo por consequência da subida do nível do mar, que por sua vez é um produto do aquecimento global. A elevação da temperatura das águas provoca sua expansão térmica, fazendo com que aumentem seu volume e o nível do mar se eleve. O derretimento dos gelos, outro efeito do aquecimento, também é uma causa importante da subida do mar. As estimativas para o futuro variam significativamente, dependendo de como evoluirão as emissões de gases estufa geradores do aquecimento global, porém a subida do mar é inevitável. Deve ser lembrado que os processos de aquecimento e resfriamento do planeta, bem como os processos de subida e descida do nível do mar, são processos de ordem natural que, por vezes, podem ser intensificados por práticas humanas.
Deve ser lembrado que, apesar de, em escala global, o nível do mar estar subindo, esta não é a causa dos processos de erosão costeira na orla do estado do Rio de Janeiro, bem como no restante do litoral sul do Brasil. As causas nestes locais são, principalmente, eventos de ordem extrema, como tempestades, e interferências antrópicas, como construção de portos e outras obras com estruturas rígidas que influenciam nas dinâmicas da praia e do transporte de sedimentos.